# Вута-Фарнрода
Вута-Фарнрода (нім. Wutha-Farnroda) — громада в Німеччині, розташована в землі Тюрингія. Входить до складу району Вартбург.
Площа — 36,55 км2. Населення становить 6436 ос. (станом на 31 грудня 2021).